# Лижне двоборство на зимових Олімпійських іграх 1980
Змагання з лижного двоборства на зимових Олімпійських іграх 1980 відбулися 18-19 лютого. Розіграно один комплект нагород. У рамках змагань стрибки з трампліна відбулися в Олімпійському трамплінному комплексі Лейк-Плесіда, а лижні перегони - в лижно-біатлонному комплексі Лейк-Плесіда біля підніжжя гори Ван Говенберг (США).

## Чемпіони та призери

### Таблиця медалей
| Місце              | Країна             | Золото | Срібло | Бронза | Загалом |
| ------------------ | ------------------ | ------ | ------ | ------ | ------- |
| 1                  | НДР                | 1      | 0      | 1      | 2       |
| 2                  | Фінляндія          | 0      | 1      | 0      | 1       |
| Загалом (2 збірні) | Загалом (2 збірні) | 1      | 1      | 1      | 3       |

### Дисципліни
| Дисципліна        | Золото              | Золото  | Срібло                        | Срібло  | Бронза               | Бронза  |
| ----------------- | ------------------- | ------- | ----------------------------- | ------- | -------------------- | ------- |
| Особисті змагання | Ульріх Велінґ · НДР | 432.200 | Йоуко Кар'ялайнен · Фінляндія | 429.500 | Конрад Вінклер · НДР | 425.320 |

## Країни-учасниці
У змаганнях з лижного двоборства на Олімпійських іграх у Лейк-Плесіді взяли участь спортсмени 9-ти країн.
- Фінляндія (4)
- Західна Німеччина (4)
- НДР (4)
- Японія (2)
- Норвегія (4)
- Польща (4)
- Швейцарія (2)
- СРСР (3)
- США (4)